# PubPeer
PubPeer là một trang web phi lợi nhuận cho phép người dùng thảo luận và đánh giá các nghiên cứu khoa học sau khi xuất bản, tức là bình duyệt sau khi xuất bản.

## Khái quát
Trang web được xây dựng để hoạt động dưới hình thức nền tảng ẩn danh vào năm 2012. Sau 3 năm âm thầm hoạt động, năm 2015 người sáng lập ẩn danh của trang web nổi tiếng mới lộ diện là Brandon Stell, một nhà thần kinh học 41 tuổi làm tại Đại học Paris Descartes và các bạn anh là lực lượng chính đằng sau PubPeer. Theo Stell, ý tưởng cho PubPeer bắt nguồn từ những ngày còn học đại học của anh tại Đại học Colorado, Boulder, nơi anh bắt đầu tham gia các câu lạc bộ tạp chí, cũng là nơi các bài báo xuất bản gần đây được mổ xẻ.
Kể từ khi ra mắt vào năm 2012, trang web PubPeer đã trở thành một trung tâm đánh giá đồng cấp sau khi xuất bản - thường thông qua các bài đăng ẩn danh. Tính đến năm 2015, hơn 35.000 bình luận đã được đăng và trong quá trình này, trang web đã trở thành phương tiện để đưa ra các cáo buộc về hành vi sai trái, và thậm chí đã thu hút một vụ kiện.

## Ảnh hưởng và đón nhận
PubPeer hoạt động như một nền tảng tố giác trong đó nó nêu bật những thiếu sót trong một số bài báo nổi tiếng, một số trường hợp dẫn đến việc rút bài và cáo buộc gian lận khoa học, như trong một số ghi chú bài rút tại Retraction Watch. Trái ngược với hầu hết các nền tảng, PubPeer cho phép bình luận ẩn danh sau khi xuất bản, một tính năng gây tranh cãi nhưng cũng chính là yếu tố chính cho sự thành công của nó. Do một số người dùng PubPeer đã bị buộc tội phỉ báng; trang web hiện yêu cầu các nhà bình luận chỉ sử dụng những thông tin có thể được xác minh công khai.
Theo Retraction Watch thì Fazlul Sarkar (trường đại học Wayne State, Michigan, Hoa Kỳ) kiện PubPeer năm 2014 vì một số bình luận ẩn danh trên trang này có ảnh hưởng lớn đến ông ta. Tuy vụ kiện có chiều hướng tốt cho Sarkar nhưng sau cùng đại diện của PubPeer đã đưa ra bằng chứng chống lại từ chính trường của ông ta.